# Les Temps sauvages
Les Temps sauvages est un roman policier de Ian Manook paru en 2015. C'est le deuxième roman de l'auteur à mettre en scène l'inspecteur Yeruldelgger et il se situe dans la continuité de son premier roman, Yeruldelgger.
Le récit se déroule principalement en Mongolie, Russie et France. L'histoire est assortie de nombreuses descriptions des paysages mongols, des coutumes, des traditions et de la gastronomie du pays.

## Principaux personnages
- Yeruldelgger Khaltar Guichyguinkhen : commissaire de police à Oulan-Bator
- Oyun : inspectrice de police, adjointe de Yeruldelgger.
- Bill : inspecteur.
- Solongo : médecin légiste et compagne de Yeruldelgger.
- Erdenbat : beau-père et ennemi juré de Yeruldelgger.
- Saraa : fille de Yeruldelgger.
- Gantulga : jeune garçon vivant dans les égouts d'Oulan-Bator.
- Gourian : militaire et amant d'Oyun.
- Zarzavadjian : agent secret français d'origine arménienne.

## Résumé
Un cadavre est retrouvé en Mongolie, au milieu de nulle part, écrasé par un yack qui semble tombé du ciel. Un autre est découvert à flanc de montagne. Les corps de plusieurs jeunes hommes sont aussi retrouvés dans un container sur le port du Havre. Yeruldelgger, policier d’Oulan-Bator, va se charger de l’enquête avec son adjointe Oyun. Ils vont se rendre dans les endroits les plus malfamés de la région, depuis la riante cité de Krasnokamensk, connue pour sa colonie pénitentiaire où fut enfermée l’opposant russe Khodorkovski, jusqu’à Mardai, l'ancienne ville minière interdite du temps des soviétiques.

## Éditions françaises
Édition originale
- Ian Manook, Les Temps sauvages : roman, Paris, éd. Albin Michel, 2015, 523 p., 23 cm (ISBN 978-2-226-31462-8, BNF 44262286)

Édition au format de poche
- Ian Manook, Les Temps sauvages, Paris, Albin Michel, coll. « Le Livre de poche. Policier » (no 34208), 2015, 573 p., 18 cm (ISBN 978-2-253-11209-9, BNF 45009504)

Édition France Loisir
- Ian Manook, Les Temps sauvages : roman, Paris, éd. France loisirs, 2015, 583 p., 20 cm (ISBN 978-2-298-10697-8, BNF 45038502)